# 미쉐
미쉐(중국어: 蜜雪冰城, 병음: Mìxuě Bīngchéng, 영어: Mixue Ice Cream & Tea)는 중국의 아이스크림 및 아이스티 체인점이다. 1997년 장훙차오가 허난성 정저우시에서 설립하였다.

## 역사

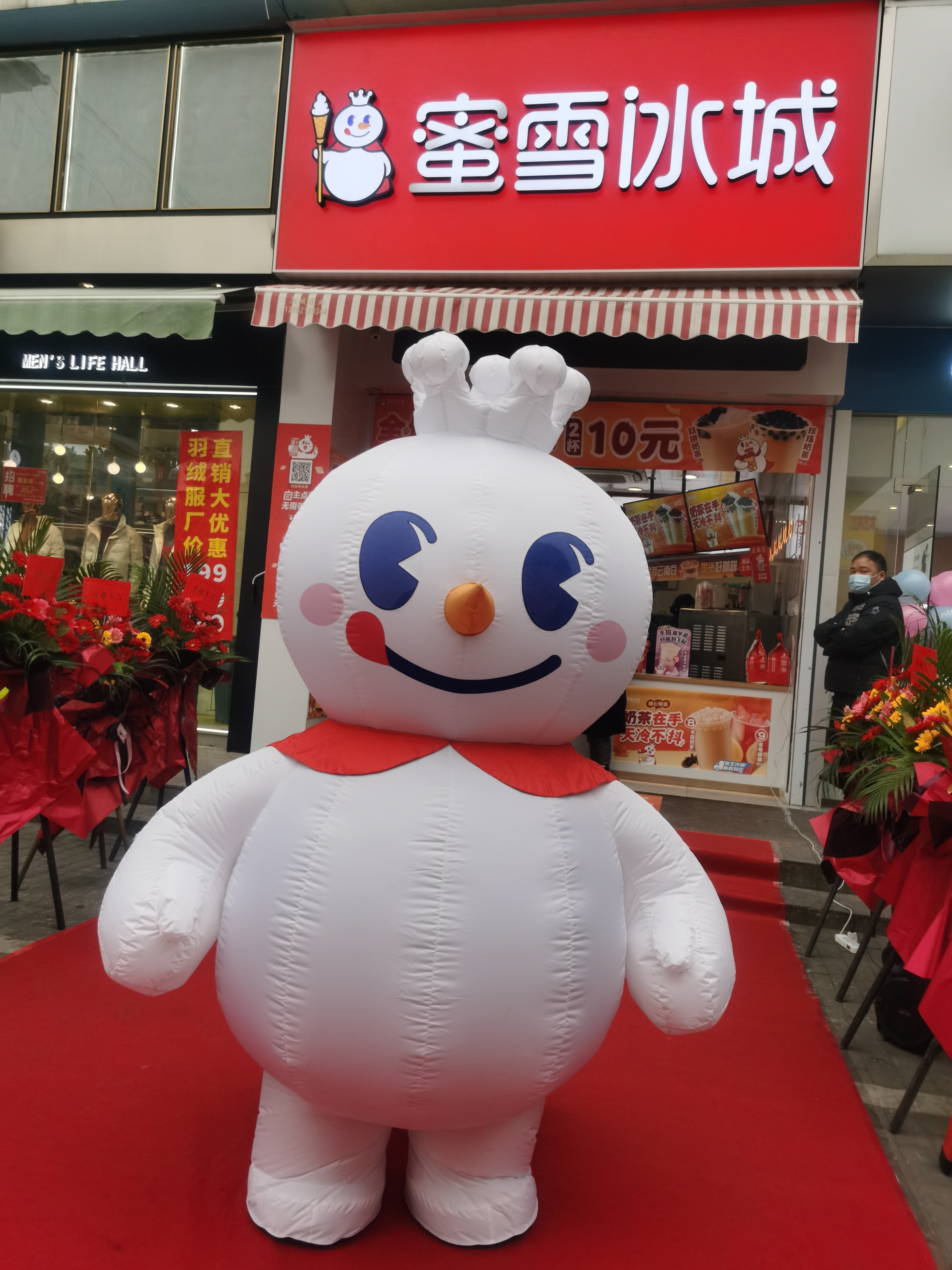
미쉐의 마스코트 "스노우 킹" (雪王)

미쉐 아이스크림 & 티 브랜드는 1997년 허난 경제법률 대학교 학생 장훙차오에 의해 만들어졌다. 당시 정저우시의 노점에서 빙수와 차가운 음료를 팔았는데, 그는 할머니에게 3,000위안을 빌려 시작했다. 경험 부족으로 홍차오는 1년여 만에 세 개의 매장을 폐점했다. 세 번째 매장 폐점 후 그는 허페이시로 가서 탕후루를 팔았지만 이마저도 실패했다. 1999년 봄, 홍차오는 정저우로 돌아와 새 차가운 음료 가게를 열었지만 이 역시 철거되었다. 이러한 노점의 실패는 좋지 않은 위치와 지속적인 중화인민공화국의 도시화 때문이었다.
2003년 8월, 홍차오는 폐기된 알루미늄 공장 안에 또 다른 미쉐 매장을 설립했다. 학교 근처에 위치한 덕분에 학생들 사이에서 좋은 평판을 얻었고, 사업은 점차 안정되어 2007년까지 다양한 지역에 프랜차이즈 매장을 열 수 있게 되었다.

### 타임라인
미쉐 아이스크림 & 티는 1997년 장훙차오가 미쉐라는 이름으로 첫 매장을 열면서 시작되었다. 여섯 번의 이전 끝에, 2003년에 첫 성공적인 미쉐 아이스크림 & 티 매장이 문을 열었다. 2005년 또는 2006년경에, 회사는 단 1위안의 가격으로 소프트아이스크림을 도입했고, 이는 곧 베스트셀러이자 첫 시그니처 제품이 되었다. 2023년 첫 9개월 동안 미쉐는 중국에서 약 4억 4,200만 개의 아이스크림 콘을 판매했다.
2007년, 미쉐는 새로운 아이스크림 가게를 개점한 후 프랜차이즈를 시작했다. 이듬해에는 성장하는 프랜차이즈 네트워크를 관리하기 위해 미쉐 아이스크림 & 티 무역 유한회사를 설립했다. 2012년에는 프랜차이즈의 원자재 자체 생산을 지원하기 위해 허난 다가 식품 유한회사가 설립되었고, 2014년까지 회사는 중국 전역으로 확장을 계속하면서 유통을 간소화하기 위해 미쉐 아이스크림 & 티 물류 단지를 개발했다.
미쉐는 2018년 9월 5일 베트남 하노이에 매장을 열면서 중국 밖으로 첫발을 내디뎠다. 같은 해 11월에는 새로운 브랜드 마스코트인 스노우 킹을 출시했다. 2019년 5월 24일부터 26일까지 정저우시의 오팔랄라 워터 파크에서 "아이스크림 음악 축제"를 개최하여 30,000명 이상의 방문객을 끌어모았다. 2020년 6월 24일, 미쉐는 위안양현, 신샹시에 10,000번째 매장을 개점하며 기념했다. 같은 해, 반둥 치함펠라스 워크에 지점을 열면서 인도네시아로 확장했다.
미쉐는 2021년 9월 30일 처음으로 기업공개를 한 것으로 알려졌다. 2022년에는 9,000톤 이상의 차를 대량 구매하여 약 5만 명의 차 농부에게 혜택을 주었으며, 11,000명 이상의 프랜차이즈 가맹점을 지원하고 50만 개 이상의 일자리를 창출했다. 허난성의 5개 대학에 650만 위안의 장학금 프로그램을 시작했으며 싱가포르, 태국, 캄보디아, 필리핀, 라오스, 미얀마에 매장을 열면서 추가적인 동남아시아 시장으로 확장했다. 2022년 말까지 미쉐는 대한민국과 일본에도 진출했다.
2023년 2월, 회사는 시드니에 매장을 열면서 오스트레일리아에 처음 진출했으며, 이어서 멜버른과 브리즈번에도 추가 개점했다.
2025년 3월, 미쉐 그룹은 홍콩 증권거래소에서 기업공개를 통해 상장되었고, 34억 5천만 홍콩 달러를 조달했다. 그해 말, 맥도날드를 제치고 세계 최대의 패스트푸드 체인이 되었다.

## 자선 활동
2020년 1월, 미쉐 아이스크림 & 티와 관련된 회사인 정저우 해협 기업 관리 유한회사는 코로나19 범유행 저항을 지원하기 위해 허난성 자선 연맹에 RMB 600만 위안, 원현 적십자사에 RMB 100만 위안을 기부했다. 이후 2022년, 코로나19 범유행에 대응하여, 2021년 12월 31일 이후 운영 중인 모든 프랜차이즈 가맹점에 총 RMB 2억 위안의 1년 감면 조치가 이루어졌다. 재료, 포장재, 소모품, 기계 등 "50% 이상 재료비 감면" 정책이 도입되었다.
2021년, 안웨현에서 미쉐 아이스크림 & 티는 본사를 더욱 확장하여 매년 미쉐 아이스크림 & 티에 레몬을 공급하기 위해 6,500명 이상의 과일 농부를 고용했다.
2021년 7월, 허난성은 극심한 강우량으로 피해를 입었다. 그 결과 정저우와 인근 도시들은 심각한 홍수로 타격을 입었다. 재난의 중심에 위치한 미쉐 본사는 적극적으로 구조 및 재난 구호 작업을 시작했다. 회사의 중국공산당 위원회는 구호 활동을 적극적으로 조직했다. 미쉐는 정저우 자선 협회에 현금 2,000만 위안을 기부했으며, 전액 출자 자회사인 다가 국제 식품 유한회사는 허난성의 원현에 200만 위안을 기부했다. 이어서 저우커우시, 신샹현, 허비시, 안양시의 자선 단체에 100만 위안이 전달되었다. 총 2,600만 위안이 기부되었고, 중국 내 미쉐 관련 창고를 동원하여 재난 피해 지역을 돕기 위한 구호 지휘 센터가 설치되었다.

## 논란

### 식품 안전
2022년 12월, 신경보 기자들은 난징시의 두 매장에 취업 지원을 했는데, 노동 계약서를 작성할 필요가 없었으며 "폐기된" 재료와 "수작업" 조치가 사용되고 있음을 발견했다. 이 기사는 2023년 3월에 보도되었고, 2023년 3월 14일 현재 블랙캣 불만 플랫폼의 불만 건수는 4,435건에 달했는데, 대부분은 식품 안전 문제였다.

### 아동 노동의 불법 사용
중국 국법에 따르면 16세 미만의 미성년자는 고용될 수 없으며, 노동 사회 보장 행정 부서는 고용된 아동 노동자 1인당 월 5,000위안의 벌금을 부과할 수 있다. 2022년 4월 2일, 톈타이현의 한 미쉐 음료 매장은 15세 소녀를 고용한 후 현지 종합 행정 집행국으로부터 아동 노동 불법 사용으로 12,500위안의 벌금을 부과받았다. 처벌받은 프랜차이즈 매장의 주인은 언론과의 인터뷰에서 자신의 잘못을 인정하며 15세 미성년자를 고용한 실수를 깨달았다고 말했지만, 그녀의 가족이 미성년자를 버렸기 때문에 동정심으로 자신의 매장에서 일하게 했다고 주장했다. 그는 미성년자가 이후 떠났음을 확인했다. 같은 해 7월, 랴오청시 치핑구 미쉐 음료 매장은 불법 아동 노동 사용으로 5,000위안의 벌금을 부과받았다.

### 인도네시아 할랄 인증
인도네시아 미쉐 제품은 2023년 2월부터 할랄 인증을 받았다. 인도네시아 울라마 평의회의 식품, 의약품 및 화장품 평가 연구소(LPPOM MUI)가 제품에 사용되는 재료에 대한 할랄 인증을 발행했기 때문이다. 인증 전, 인도네시아인들은 미쉐 제품에 할랄 인증이 없는 것에 대해 의문을 제기했다.